# Тулубаево (Башкортостан)
Тулубаево, Тулубай (баш. Тулыбай) — деревня в Бижбулякском районе Башкортостана, относится к Демскому сельсовету. Проживают башкиры.
С 2005 современный статус.

## История
Название происходит от личного башкирского имени баш. Тулыбай.
Статус деревня, сельского населённого пункта, посёлок получил согласно Закону Республики Башкортостан от 20 июля 2005 года N 211-з «О внесении изменений в административно-территориальное устройство Республики Башкортостан в связи с образованием, объединением, упразднением и изменением статуса населённых пунктов, переносом административных центров», ст.1:

6. Изменить статус следующих населённых пунктов, установив тип поселения — деревня:

5) в Бижбулякском районе:…
 я9) поселка Тулубаево Демского сельсовета

## Географическое положение
Расстояние до:
- районного центра (Бижбуляк): 36 км,
- центра сельсовета (Демский): 11 км,
- ближайшей ж/д станции (Приютово): 75 км.

## Население
| 2002 | 2009 | 2010 |
| ---- | ---- | ---- |
| 378  | ↘339 | ↘319 |

Национальный состав
Согласно переписи 2002 года, преобладающая национальность — башкиры (76 %).